# Touboro
Touboro – miasto w Kamerunie, w Regionie Północnym, nad rzeką Vina. Liczy około 27,1 tys. mieszkańców.